# Planteværn
Planteværn er tiltag som minsker muligheden for kulturplanter eller afgrøder, spises af skadedyr, får plantesygdomme - eller mister terræn til ukrudt.[kilde mangler]
Planteværn kan fx være:
- Ting der skræmmer skadedyrene væk - fx fugleskræmmer.
- Rovdyr som spiser skadedyrene.
- Biocider
- Biologiske bekæmpelsesmidler
- Mekanisk ukrudtsbekæmpelse
- Planteavl - med formålet at avle mere resistente eller robuste planter.